# Alf Önnerfors
Alf Roland Önnerfors, född 30 november 1925 i Hovmantorp, död 22 juni 2019 i Lund, var en svensk klassisk och medeltidslatinsk filolog och översättare.
Önnerfors tog studentexamen på Fjellstedtska skolan i Uppsala 1945. Han blev filosofie magister 1949, filosofie licentiat 1954 och filosofie doktor vid Uppsala universitet 1957. Han var amanuens i klassisk filologi i Uppsala 1947–1950, extraordinarie docent vid Lunds universitet 1962–1963, och professor i medeltidslatinsk filologi vid Freie Universität Berlin från 1963. År 1970 flyttade han till Universität zu Köln, där han verkade som professor i medeltidslatinsk filologi vid Institut für Altertumswissenschaften fram till sin emeritering 1991.
Önnerfors skrev många monografier över medeltidslatinsk litteratur, däribland också kritiska utgåvor av olika verk. Hans verk Mittellateinische Philologie: Beiträge zur Erforschung der mittelalterlichen Latinität (Darmstadt 1975) är ett standardverk. Tillsammans med Fritz Wagner gav han 1973 ut en festskrift till sin företrädare i Köln, Karl Langosch (1903–1992). Hans Kleine Schriften gavs 1998 ut under titeln Classica et mediaevalia.
Han har också varit verksam som hembygdsforskare och utgivit flera skrifter om Hovmantorp i Småland.
Han var far till Andreas Önnerfors.

## Översättningar
- Titus Maccius Plautus: Tre komedier (översättning av Alf Önnerfors [Lögnhalsen] och Nils Lundqvist [Trinummus, Fångarna], Forum, 1956)
- Tacitus: Germania (originalets text med svensk tolkning av Alf Önnerfors, Natur och kultur, 1960). Ny uppl. Wahlström & Widstrand, 2005
- Johann Köster: "Med. dr Johann Köster-von Rosenburgs relation rörande Karl X Gustavs sista sjukdom och död" (med inledning, översättning och kommentar utgiven av Alf Önnerfors). Ingår i: Lychnos, 1989, s. [51]–101
- Plinius den äldre: Om människan : antikens världsrekordbok = Naturalis historia VII (Åström, 2000)
- Titus Maccius Plautus: Den skrävlande soldaten = Miles gloriosus (Åström, 2001)
- Titus Maccius Plautus: Amfitryon (Amphitruo) (Åström, 2007)
- Seneca den yngre: Medea (Medea) (Alf Önnerfors, 2008)